# Vatreno iskušenje
Vatreno iskušenje je 148. epizoda Zagora objavljena u Zlatnoj seriji #424 u izdanju Dnevnika iz Novog Sada. Na kioscima u bivšoj Jugoslaviji se premijerno pojavila u septembru 1978. godine. Koštala je 10 dinara (1,14 DEM; 0,43 $). Imala je 77 strana. Ovo je 1. nastavak epizode koja se završila ZS-425.

## Originalna epizoda
Originalno, ovaj deo epizode počeo je da se premijerno objavljuje u Italiji u svesci pod nazivom La prova del fuoco i Guerriero rosso u #116 i 117 regularne edicije Zagora u izdanju Bonelija na dan 14.11.1977, odnosno 14.12. 1977. Epizodu je nacrtao Galieno Feri, a scenario napisao Gvido Nolita. Prvih tridesetak strana nacrtao je Đankarlo Teneti. Naslovnicu je nacrtao Galijeno Feri. Koštala je 300 lira (0,67 $; 1,46 DEM).

## Kratak sadržaj
Pogledati reprizu ove epizode iz 2022. godine pod nazivom Neravna borba.

## Prethodna i naredna epizoda
Prethodna sveska Zagora nosila je naziv Zelena opasnost (#419), a naredna Neravna borba (#425).

## Redosled naslovnih strana
U italijanskom serijalu je redosled naslovnih strana bio obrnut - najpre je išla naslovnica #425, a potom #424. Zamena koju je uradio urednik Dnevnika više je odgovarala razvoju priče.

## Reprize u Srbiji
Ova epizoda reprizirana je u Srbiji 2022. godine u okviru nove Zlatne serije $41 pod nazivom Neravna borba.